# Johannes Winkler (Dirigent)
Johannes Winkler (* 6. April 1950 in Radeberg; † 18. Juni 1989 in Magdeburg) war ein deutscher Dirigent.

## Leben und Werk

### Kindheit, Studium
Der gebürtige Radeberger erhielt vom siebenten Lebensjahr an Klavierunterricht. In den Jahren 1960 bis 1968 war er Kruzianer unter der Leitung von Rudolf Mauersberger. Von 1968 bis 1974 studierte er an der Dresdner Musikhochschule u. a. Orchesterdirigieren bei Rudolf Neuhaus und Komposition bei Karl-Rudi Griesbach. Unterricht erhielt er am Klavier und Fagott. Er war Preisträger im Weimarer Improvisationswettbewerb und 1973 Doppelsieger des Carl-Maria-von-Weber Wettbewerbs in Dirigieren und Komposition. Ab 1973 arbeitete er auch als Solo-Repetitor an der Staatsoper Dresden.
Bei einem Weimarer Studentenseminar lernte er den lettischen Dirigenten Arvīds Jansons kennen. Bei diesem hatte er von 1974 bis 1976 eine Aspirantur in Leningrad.

### Karriere und Tod
1976 wurde er Dirigent der Dresdner Philharmonie. Von 1983 bis 1985 war er Musikalischer Oberleiter der Mecklenburgischen Staatskapelle Schwerin, 1985 wurde er Chefdirigent der Oper Leipzig. Zuvor hatte er auch an den Staatsopern von Berlin (Premiere „Die sizilianische Vesper“) und Dresden (Premiere „Der fliegende Holländer“) sowie im damaligen „sozialistischen Ausland“ und in der BRD gastiert.
Winkler kam im Juni 1989 bei einem Verkehrsunfall ums Leben.